# بيل هارمان
بيل هارمان (بالإنجليزية: Bill Harman)‏ هو لاعب كرة قاعدة أمريكي، ولد في 2 يناير 1919 في بريدجواتر في الولايات المتحدة، وتوفي في 22 سبتمبر 2007 في غرينفيل في الولايات المتحدة.

## وصلات خارجية
- بيل هارمان على موقع دوري كرة القاعدة الرئيسي (الإنجليزية)
- بيل هارمان على موقعبيزبول رفرنس.كوم (الدوري الرئيسي) (الإنجليزية)
- بيل هارمان على موقعبيزبول رفرنس.كوم (الدوري الثانوي) (الإنجليزية)